# Dubai Tennis Championships 2025
Dubai Tennis Championships 2025 — тенісний турнір, що проходив на кортах з твердим покриттям у місті Дубай, ОАЕ з 17 до 23 лютого (жінки) та з 24 до 28 лютого (чоловіки). Належав до категорій WTA 1000 і ATP 500.

## Фінальна частина

### Чоловіки, одиночний розряд
Стефанос Ціціпас —  Фелікс Оже-Аліассім 6–3, 6–3

### Жінки, одиночний розряд
Мірра Андрєєва —  Клара Таусон 7–6(7–1), 6–1

### Чоловіки, парний розряд
Юкі Бгамбрі /  Олексій Попирин —  Гаррі Геліоваара /  Генрі Петтен 3–6, 7–6(14–12), [10–8]

### Жінки, парний розряд
Катержина Сінякова /  Тейлор Таунсенд —  Сє Шувей /  Олена Остапенко 7–6(7–5), 6–4